# 朦月禪宗中心
朦月禪修中心（英語：Hazy Moon Zen Center），是一座曹洞宗佛教寺院，位於美國加利福尼亞洛杉磯。

## 歷史
朦月禪修中心於1997年由威廉千崎優活禪師創立。威廉千崎優活跟隨前角博雄禪師修學27年。威廉千崎優活是前角博雄禪師的十二名佛法繼承人之一，也是其最後一名佛法繼承人。
朦月禪修中心日常對外開放，每天都有對外開放的坐禪時段，允許大眾與寺廟僧侶一起坐禪；威廉禪師每週都會舉行佛學講座。就像大多數禪宗廟宇一樣，朦月禪修中心每年都有舉辦攝心禪修班和禪修普通班，以加強行人練習禪修。

## 外部連結
- 朦月禪宗中心官網 （页面存档备份，存于）
- 朦月禪宗中心臉書 （页面存档备份，存于）